# 世界少年野球大会
世界少年野球大会（せかいしょうねんやきゅうたいかい、WCBF：World Children's Baseball Fair　ワールド・チルドレンズ・ベースボール・フェア）は、正しい野球を全世界に普及を発展させると同時に、世界中の少年少女たちに友情と親善の輪を広げようと日米の野球界を代表するホームランバッター王貞治とハンク・アーロンの提唱により始められた。毎年夏休みに、世界各地から少年少女たちを招待し、野球の基本技術を学ぶための野球教室や国際交流試合などを開催している。また、野球以外にも開催地の伝統文化にふれる交流行事も行っている。大会期間中、参加者は青少年の家などで共同生活をしながら親睦を深めていく。主催はこの大会のために設立された世界少年野球推進財団と日本野球連盟、開催地自治体など。

## 世界少年野球大会の主な内容

### 野球教室
国際野球連盟（IBAF）から派遣されたコーチによる野球教室。ボールの投げ方やバットの振り方、走塁や中継プレーなど、野球をプレーするのに必要な一通りの基本技術を学ぶ。

### 国際交流試合
海外の少年野球チームを招待して、開催地の少年野球チームとの親善試合。

### 少年野球指導者講習会
野球指導者を対象としたコンディショニング講座、保護者を対象とした栄養学講座など。

## 世界少年野球大会一覧
| 回数 | 開催年 | 概要 |
| ---- | ------ | --- |
| 1    | 1990年 | 第1回世界少年野球大会 ロサンゼルス大会 開催地：アメリカ合衆国・ロサンゼルス 参加国：24か国・地域 参加人数：200人 大会内容：野球教室、日米OBオールスター戦                                                                         |
| 2    | 1991年 | 第2回世界少年野球大会 千葉大会 開催地：千葉県・千葉市 参加国：34か国・地域 参加人数：275人 大会内容：野球教室、日米OBオールスター戦                                                                                               |
| 3    | 1992年 | 第3回世界少年野球大会 水戸大会 開催地：茨城県・水戸市 参加国：23か国・地域 参加人数：250人 大会内容：野球教室、日米OBオールスター戦                                                                                               |
| 4    | 1993年 | 第4回世界少年野球大会 サンディエゴ大会 開催地：アメリカ合衆国・サンディエゴ 参加国：22か国・地域 参加人数：200人 大会内容：野球教室、日米OBオールスター戦                                                                         |
| 5    | 1994年 | 第5回世界少年野球大会 宮崎大会 開催地：宮崎県・宮崎市 参加国：25か国・地域 参加人数：210人 大会内容：野球教室、日米OBオールスター戦                                                                                               |
| 6    | 1995年 | 第6回世界少年野球大会 岐阜大会 開催地：岐阜県・岐阜市 参加国：26か国・地域 参加人数：250人 大会内容：野球教室、日米OBオールスター戦                                                                                               |
| 7    | 1996年 | 第7回世界少年野球大会 いわて盛岡大会 開催地：岩手県・盛岡市 参加国：26か国・地域 参加人数：250人 大会内容：野球教室、日米OBオールスター戦、少年野球指導者講習会、全日本オリンピック出場チーム対イースタンリーグ選抜チーム対抗試合 |
| 8    | 1997年 | 第8回世界少年野球大会 長崎大会 開催地：長崎県・長崎市 参加国：25か国・地域 参加人数：250人 大会内容：野球教室、少年野球指導者講習会、社会人全九州選抜対ウエスタンリーグ選抜チーム対抗試合                                         |
| 9    | 1998年 | 第9回世界少年野球大会 ふじのくに静岡大会 開催地：静岡県・静岡市 参加国：26か国・地域 参加人数：220人 大会内容：野球教室、少年野球指導者講習会、社会人東海選抜チーム対イースタンリーグ選抜チーム対抗試合                           |
| 10   | 1999年 | 第10回世界少年野球大会 かながわ横浜大会 開催地：神奈川県・横浜市 参加国：26か国・地域 参加人数：240人（野球教室） 大会内容：野球教室、国際交流試合、少年野球指導者講習会                                                          |
| 11   | 2000年 | 第11回世界少年野球大会 リジャイナ大会 開催地：カナダ・リジャイナ 参加国：25か国・地域 参加人数：255人 大会内容：野球教室 第11回世界少年野球大会 福岡大会 開催地：福岡県・福岡市 参加国：9か国・地域 大会内容：国際交流試合        |
| 12   | 2001年 | 第12回世界少年野球大会 石川かなざわ大会 開催地：石川県・金沢市 参加国：23か国・地域 参加人数：200人（野球教室） 大会内容：野球教室、国際交流試合、少年野球指導者講習会                                                            |
| 13   | 2002年 | 第13回世界少年野球大会 和歌山大会 開催地：和歌山県・御坊市、田辺市、有田市、新宮市、上富田町 参加国：21か国・地域 参加人数：175人（野球教室） 大会内容：野球教室、国際交流試合、少年野球指導者講習会                              |
| 14   | 2003年 | 第14回世界少年野球大会 山口大会 開催地：山口県・下関市、宇部市、山口市 参加国：18か国・地域 参加人数：160人（野球教室） 大会内容：野球教室、国際交流試合、少年野球指導者講習会                                                    |
| 15   | 2004年 | 第15回世界少年野球大会 兵庫大会 開催地：兵庫県・神戸市、洲本市、淡路市、南あわじ市 参加国：19か国・地域 参加人数：180人（野球教室） 大会内容：野球教室、国際交流試合、少年野球指導者講習会                                        |
| 16   | 2005年 | 第16回世界少年野球大会 群馬大会 開催地：群馬県・前橋市 参加国：20か国・地域 参加人数：165人（野球教室） 大会内容：野球教室、国際交流試合、少年野球指導者講習会                                                                    |
| 17   | 2006年 | 第17回世界少年野球大会 北海道大会 開催地：北海道・札幌市、江別市、恵庭市、北広島市 参加国：18か国・地域 参加人数：170人（野球教室） 大会内容：野球教室、国際交流試合、少年野球指導者講習会                                        |
| 18   | 2007年 | 第18回世界少年野球大会 プエルトリコ大会 開催地：プエルトリコ 参加国：14か国・地域 参加人数：140人 大会内容：野球教室 |
| 19   | 2008年 | 第17回世界少年野球大会 愛知・名古屋大会 開催地：愛知県・名古屋市、一宮市、豊田市、東海市 参加国：16か国・地域 参加人数：155人（野球教室） 大会内容：野球教室、国際交流試合、ナゴヤドーム野球教室                                  |
| -    | 2009年 | 世界少年野球フレンドシップ東京大会 開催地：東京都 参加国：6か国・地域 大会内容：国際交流試合 備考：「第20回世界少年野球大会 東京大会」のプレ大会として開催                                                                        |
| 20   | 2010年 | 第20回世界少年野球大会 東京大会 開催地：東京都 参加国：25か国・地域 参加人数：195人（野球教室） 大会内容：野球教室、国際交流試合                                                                                                  |
| 21   | 2011年 | 第21回世界少年野球大会 台湾大会 開催地：台湾・高雄市・台北市 参加国：18か国・地域 参加人数：168人（野球教室） 大会内容：野球教室、国際交流試合                                                                                    |
| 22   | 2012年 | 第22回世界少年野球大会 三重・奈良・和歌山大会 開催地：三重県・熊野市、紀宝町、御浜町 奈良県、下北山村 和歌山県、新宮市 参加国：15か国・地域 参加人数：125人（野球教室） 大会内容：野球教室、国際交流試合                          |
| 23   | 2013年 | 第23回世界少年野球大会 福井大会 開催地：福井県・敦賀市、小浜市、美浜町、高浜町、おおい町、若狭町 参加国：15か国・地域 参加人数：130人（野球教室） 大会内容：野球教室、国際交流試合                                                |
| 24   | 2014年 | 第24回世界少年野球大会 愛媛大会 開催地：愛媛県・松山市、今治市、八幡浜市、大洲市 参加国：15か国・地域 参加人数：125人（野球教室） 大会内容：野球教室、国際交流試合                                                                |
| 25   | 2015年 | 第25回世界少年野球大会 千葉大会 開催地：千葉県・成田市 参加国：16か国・地域 参加人数：130人（野球教室） 大会内容：野球教室、国際交流試合                                                                                          |
| 26   | 2016年 | 第26回世界少年野球大会 富山大会 開催地：富山県・高岡市、射水市、氷見市、砺波市、小矢部市、南砺市 参加国：15か国・地域 参加人数：125人（野球教室） 大会内容：野球教室、国際交流試合                                                |
| 27   | 2017年 | 第27回世界少年野球大会 横浜大会 開催地：神奈川県・横浜市 参加国：11か国・地域 参加人数：80人（野球教室） 大会内容：野球教室 |
| 28   | 2018年 | 第28回世界少年野球大会 松江大会 開催地：島根県・松江市 参加国：14か国・地域 参加人数：120人（野球教室） 大会内容：野球教室、国際交流試合                                                                                          |
| 29   | 2019年 | 第29回世界少年野球大会 福島大会 開催地：福島県・福島市 参加国：15か国・地域 参加人数：120人（野球教室） 大会内容：野球教室、国際交流試合                                                                                          |

## その後、プロになった選手など
- フレデリク・セペダ（当時11歳）：1991年の千葉大会に参加。2006年、2009年、2013年、2017年のWBCでキューバ代表で活躍、2014年・2015年に読売ジャイアンツに在籍。
- 渥美万奈（当時10歳）：1999年の横浜大会に参加。2021年開催の東京オリンピックにソフトボール日本代表として出場し、金メダルを獲得。